# Maokong Gondola

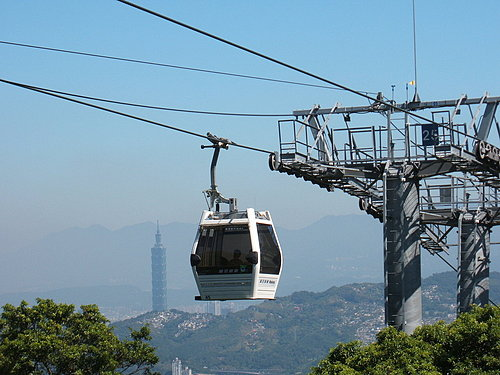

La Maokong Gondola (Cinese: 貓空纜車; pinyin: Māokōng Lǎnchē) è una cabinovia del sistema di trasporto di Taipei a Taiwan, inaugurata il 4 luglio 2007, dallo Zoo di Taipei a Maokong per 4,3 km e 4 stazioni. La struttura è stata costruita dalla francese Poma.

## Stazioni

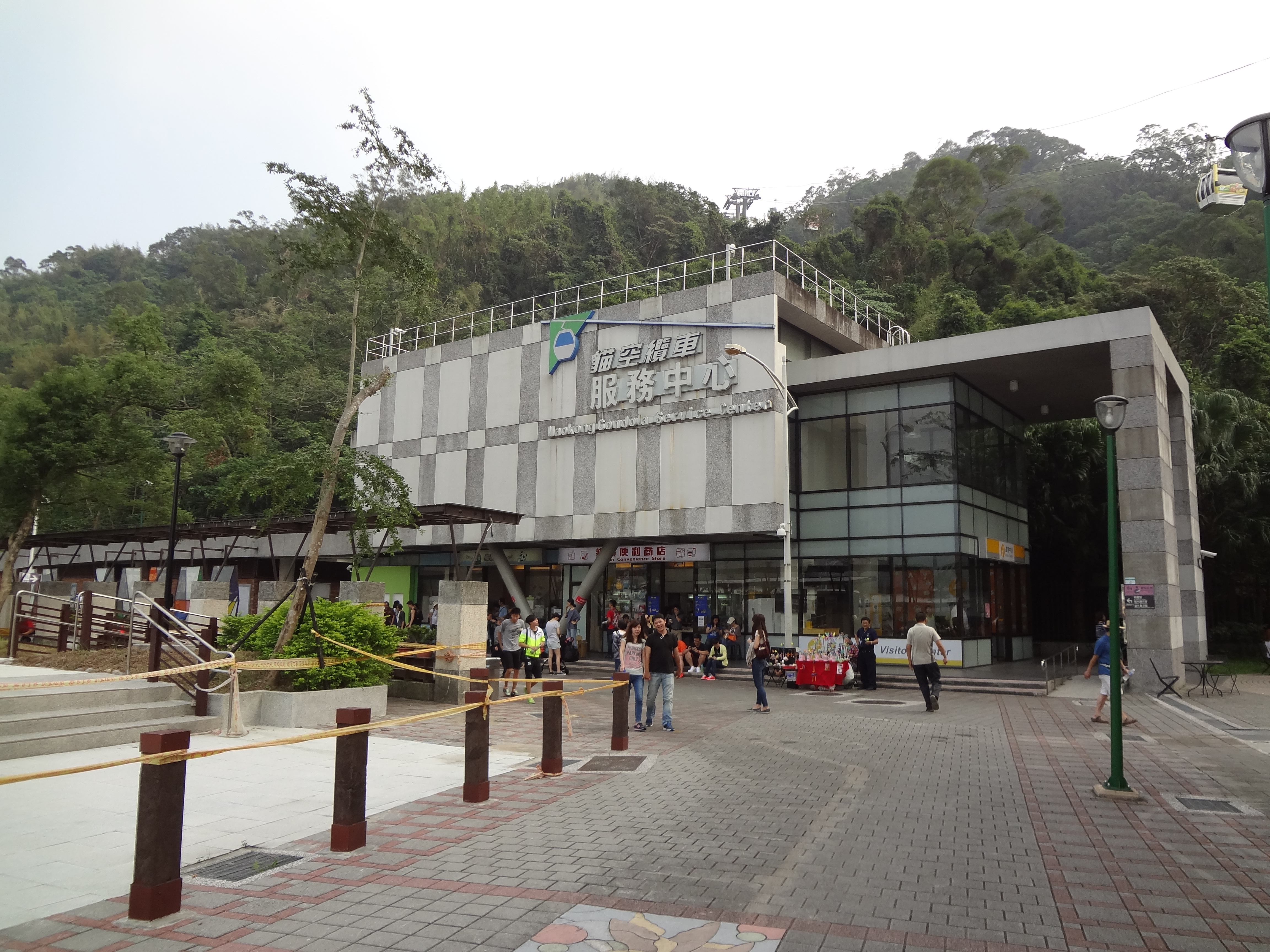
Maokong Gondola Service Center

La linea ha 4 stazioni:
| Nome della stazione | Nome della stazione | Altre linee |  |
| Italiano            | Cinese              | Altre linee |  |
| ------------------- | ------------------- | ----------- |  |
|                     |                     |             |  |
| Taipei Zoo          | 動物園              | BR01        |  |
| Taipei Zoo South    | 動物園南            |             |  |
| Tempio di Zhinan    | 指南宮              |             |  |
| Maokong             | 貓空                |             |  |
|                     |                     |             |  |